# Blackburn
Blackburn és una ciutat del comtat de Lancashire, Anglaterra, amb una població de poc més de 100.000 habitants.
La ciutat és famosa per tenir el club de futbol Blackburn Rovers de la Premier League, la primera divisió del futbol anglès. Fou durant la Revolució industrial un important centre de la indústria tèxtil.